# Gozd (gmina Kamnik)
Gozd – wieś w Słowenii, w gminie Kamnik. W 2018 roku liczyła 151 mieszkańców.